# Milton Welsh
Milton Welsh (ur. 3 lutego 1969 w Kassel) – niemiecki aktor filmowy, teatralny i telewizyjny.

## Życiorys
W latach 1992–1995 studiował we Fritz-Kirchhoff-Schule „Der Kreis“ w Berlinie i na Berlińskim Uniwersytecie Sztuk Pięknych. Dwa lata później przeniósł się do Nowego Jorku, gdzie w 1997 ukończył szkolenie w prestiżowym Instytucie Teatralnym Lee Strasberga. 
Już podczas studiów grał w teatrze, m.in. w Dżumie (1992) wg Alberta Camusa w Volksbühne Berlin czy Zimowej opowieści Szekspira w Hexenkessel Berlin, a także w filmie, w tym w dramacie Oskara Roehlera Gierig (1997). Stał się znany dzięki różnym reklamom telewizyjnym, w tym dzwonkom z przewymiarowanym karaluchem dla kanału muzycznego MTV. Wystąpił także w teledysku zespołu Die Ärzte „Schrei nach Liebe” (2013). Ponadto Welsh był w trasie po całym kraju ze spektaklem Caveman.
Pojawił się w roli właściciela baru w telenoweli Sat.1 Anna und die Liebe (2008-2009; w odcinkach od 88 do 90). W komedii hip-hopowej Blutzbrüdaz (2011) grał postać właściciela sklepu płytowego Fusco.

## Wybrana filmografia

### Filmy fabularne
- 2003: Włoski front (The Fallen) jako Thomas
- 2005: Æon Flux jako Monican Man
- 2006: Krucjata w dżinsach jako Ludovica Guard
- 2010: Autor widmo jako taksówkarz
- 2011: Conan Barbarzyńca jako Remo
- 2014: Grand Budapest Hotel jako kapral Franz Müller

### Seriale TV
- 1999: Lexx jako Rat II
- 2009: Kobra – oddział specjalny - odc.: Starzy przyjaciele (Alte Freunde) jako La Cosa
- 2013: Mój kumpel duch jako makler
- 2013: Kobra – oddział specjalny - odc.: Shutdown jako Wiegand
- 2015: Tatort: Frohe Ostern, Falke jako Joachim